# Sultanat de Baguirmi

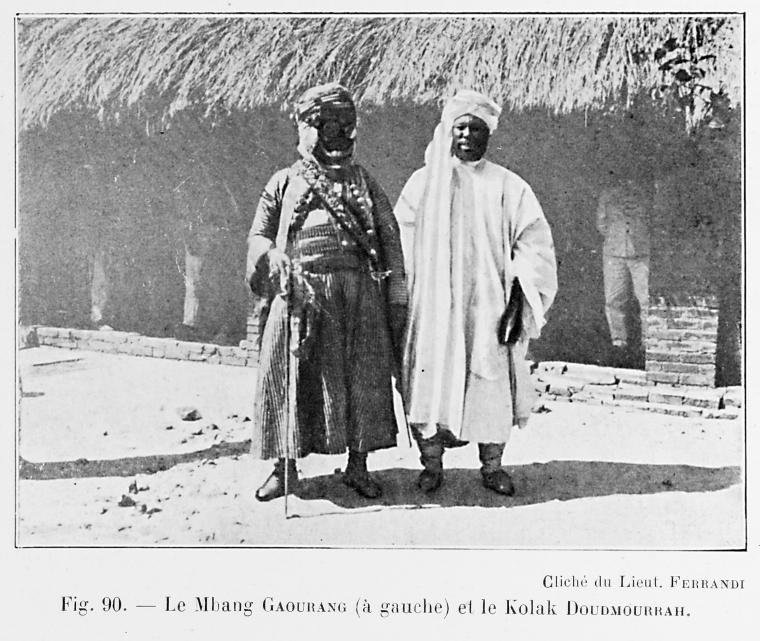
El Mbang Abd ar Rahman Gwaranga (esquerra) el 1918.

Baguirmi, Bagirmi o Baghirmi fou un estat africà a la riba dreta del riu Chari, i al sud-est del llac Txad. No es tenen notícies segures fins al segle xix quan la capital era Massenya (1852) i tenia un bon nombre d'estats menors tributaris. El territori de l'estat (sultanat) era una immensa plana a uns 300 metres sobre el nivell de la mar, inclinada en suau pendent cap al llac. L'únic riu del país és el Chari i els altres rius de certa importància, el Bahr Errguig i el Bahr Nara, són estacionals (d'agost a desembre). El territori era principalment pastoral i agrícola amb cultiu quasi exclusiu del mill que era la base alimentària de la població; altres cultius com moresc, patates i altres eren complementaris (modernament s'ha introduït el cotó però no existia en el temps del sultanat).
La població estava formada pels baguirmis, bornuans, sares, masses, fulbes, bororos, yessies, dekakires i uled mussa (els tres darrers d'origen àrab). La població de la zona el 1956 era de poc més de 70.000 habitants. Tots els grups són musulmans excepte els sares i masses que són animistes.
L'estat es va fundar al segle xvi i va estar regit per sobirans que portaven el títol de mbang o mabangi equivalent a sultà. Però de la seva història es coneixen molt pocs detalls. El sultà Hajji Mohammed al-Amin (1751 a 1785) va conquerir part del Kanem. Al segle xix, a causa de les guerres amb el veí Sultanat d'Ouadai, Baguirmi va entrar en decadència i el 1817 es va sotmetre al regne de Kanem-Bornu. El 1870 el sultà de Waddai va conquerir Massenya i va expulsar al sultà local Abu Sikkin; un successor, Gaurang, amenaçat per Rabah, va demanar el protectorat de França que fou establert el 20 de setembre de 1897. Rabah en revenja i va exercir represàlies sobre el país, però després de la seva derrota i mort a Kousséri el 22 d'abril de 1900 va arribar la pacificació sota domini francès. El sultà es va mantenir però amb un poder molt limitat i amb un exèrcit reduït només al districte de Massenya. El 1960, quan el Txad va esdevenir independent, el sultanat fou formalment abolit però restablert el 14 de juny de 1970.
La capital Massenya fou destruïda en gran part el 1870 quan Waddai va conquerir el país i finalment evacuada el 1898/1899. Una nova ciutat amb el mateix nom fou construïda a uns 20 km al sud-est.

## Sultans de Baguirmi
| Període                                | Nom                                                      | Notes                                               |
| -------------------------------------- | -------------------------------------------------------- | --------------------------------------------------- |
| mbangis (sultans) de la dinastia Kenga |                                                          |                                                     |
| 1522 a 1536                            | Birni Besse, Mbangi                                      |                                                     |
| 1536 a 1548                            | Lubatko, Mbangi                                          |                                                     |
| 1548 a 1568                            | Malo, Mbangi                                             |                                                     |
| 1568 a 1608                            | ‘Abdallah, Mbangi                                        |                                                     |
| 1608 a 1625                            | ‘Umar                                                    |                                                     |
| 1625 a 1635                            | Dalai, Mbangi                                            |                                                     |
| 1635 a 1665                            | Burkomanda I, Mbangi                                     |                                                     |
| 1665 a 1674                            | ‘Abdul Rahman I, Mbangi                                  |                                                     |
| 1674 a 1680                            | Dalo Birni, Mbangi                                       |                                                     |
| 1680 a 1707                            | ‘Abdul Qadir I, Mbangi                                   |                                                     |
| 1707 a 1722                            | Bar, Mbangi                                              |                                                     |
| 1722 a 1736                            | Wanja, Mbangi                                            |                                                     |
| 1736 a 1741                            | Burkomanda II Tad Lele, Mbangi                           |                                                     |
| 1741 a 1751                            | Loel, Mbangi                                             |                                                     |
| 1751 a 1785                            | Hajji Mohammed al'Amin, Mbangi                           |                                                     |
| 1785 a 1806                            | Abd al-Rahman Gawrang, Mbangi (Abdul Rahman II Gauranga) |                                                     |
| 1806 a 1806                            | Malam Ngarmaba Bira, Mbangi                              | Primera vegada                                      |
| 1806 a 1807                            | Uthman Burkomanda III al-Kabir, Mbangi                   | Primera vegada                                      |
| 1807 a 1807                            | Malam Ngarmaba Bira, Mbangi                              | Segona vegada                                       |
| 1807 a 1807                            | Uthman Burkomanda III al-Kabir, Mbangi                   | Segona vegada                                       |
| 1807 a 1807                            | Muhammad III, Mbangi                                     |                                                     |
| 1807 a 1846                            | ‘Uthman Burkomanda III al-Kabir, Mbangi                  | Tercera vegada                                      |
| 1846 a 1858                            | Abdul Qadir II al-Mahdi, Mbangi                          |                                                     |
| 1858 a 1870                            | Abu-Sekkin Mohammed IV, Mbangi (Mohammed IV Abu-Sekkin)  | Primera vegada                                      |
| 1870 a 1871                            | Abd al-Rahman II, Mbangi (Abdul Rahman III)              |                                                     |
| 1871 a 1884                            | Abu-Sekkin Mohammed IV, Mbangi (Mohammed IV Abu-Sekkin)  | Segona vegada                                       |
| 1884 a 1885                            | Burkomanda IV as-Saghir, Mbangi                          |                                                     |
| 1885 a 1885                            | Ngarmane Ermanala, Regent                                |                                                     |
| 1885 a 1912                            | Abd al-Rahman Gawrang II, Mbangi (Abdul Rahman IV)       |                                                     |
| Sobirania francesa                     |                                                          |                                                     |
| 1912 a 1918                            | Abd al-Rahman Gawrang II, Mbangi (Abdul Rahman IV)       | mort 24 de gener de 1918                            |
| 1918 a 1935                            | Abdul Qadir III, Mbangi (Muhammad Urada)                 |                                                     |
| 1935 a 1960                            | Yusuf, Mbangi                                            |                                                     |
| 1960                                   | Sultanat abolit pel govern de la República del Txad      | Sultanat abolit pel govern de la República del Txad |
| 14 de juny de 1970                     | Sultanat restablert pel govern txadià                    | Sultanat restablert pel govern txadià               |
| Des del 14 de juny 1970                | Mahamat Yusuf, Mbangi                                    |                                                     |